# Gran yelmo

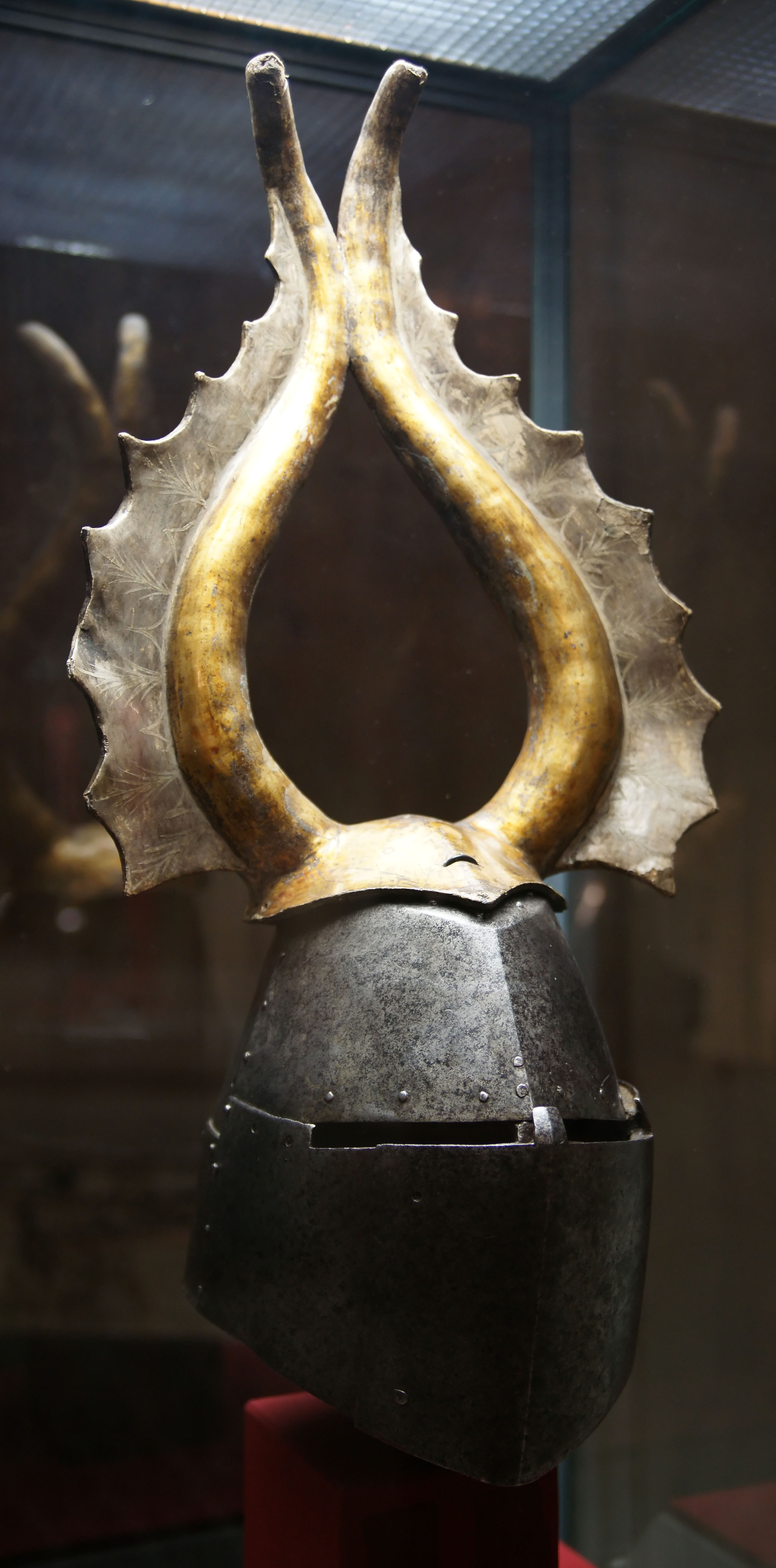
Casco funerario de la familia von Prankh, del siglo XIV, con decoraciones. (Vista lateral)

Un gran yelmo o heaume, también llamado yelmo olla, yelmo cubo y yelmo barril, es un casco de la Alta Edad Media, que surgió a finales del siglo XII, en el contexto de las cruzadas y se mantuvo en uso hasta el siglo XIV. Fueron utilizados por los caballeros y la infantería pesada en la mayoría de los ejércitos europeos entre aproximadamente los años 1220 y 1540 d. C. Con el paso del tiempo, fue cayendo en desuso a causa de su peso e insuficiencia de conductos respiratorios, dejándolo como una pieza más característica de las justas y los torneos medievales.

## Historia

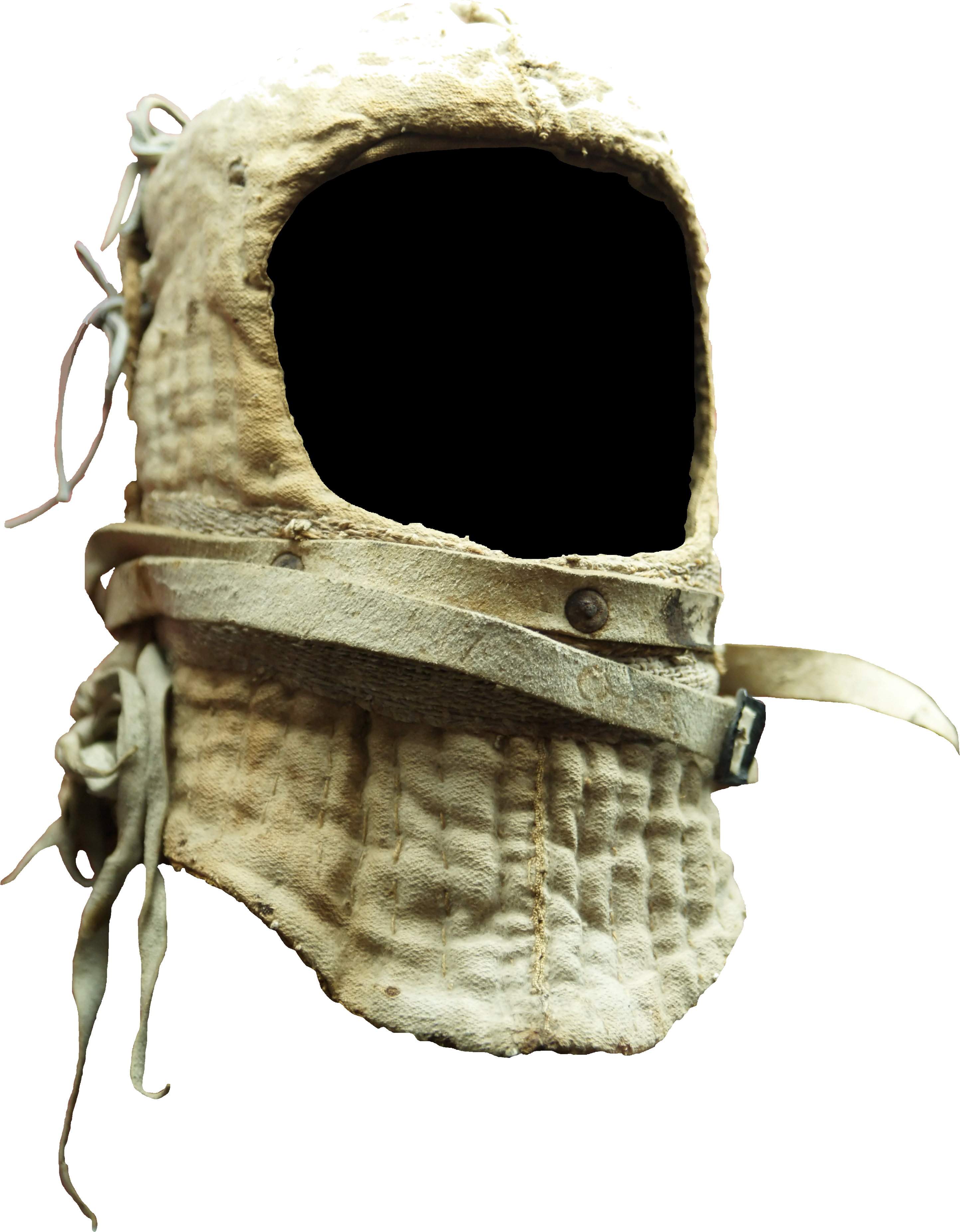
Los grandes yelmos se usaban con un relleno de tela y fibra en el interior; aquí se muestra retirado del casco.

En su forma más simple, el gran yelmo era un cilindro cuya parte superior era plana de acero y cubría por completo la cabeza. Tenía aberturas diminutas para los ojos y la boca. Algunos diseños posteriores utilizaron oberturas curvas, sobre todo en la parte superior, para desviar o disminuir el impacto de los golpes. 
El gran yelmo evolucionó a partir del yelmo nasal, que se había producido en una variante de techo plano con un perfil cuadrado alrededor de 1180. A partir de este tipo de casco se creó un yelmo intermedio, llamado 'yelmo encerrado' o 'gran yelmo primitivo', desarrollado a finales del siglo XII. En este casco la expansión de la zona nasal produce una placa frontal completa, perfecta para la vista y la respiración. Este casco fue superado por el verdadero gran yelmo hacia 1240.
Más adelante se creó una variante con una parte superior con evolución cónica que se conoce como 'yelmo Sugarloaf'. En español se le llama yelmo de Zaragoza, en referencia a Zaragoza, donde fueron introducidos por primera vez en la península ibérica. Más tarde se usó en la Reconquista y se tiene constancia de ellos en la Conquista de Mallorca.
Aunque el gran yelmo ofrecía una protección superior a la de los cascos anteriores, como el yelmo nasal y el spangenhelm, limitaba la visión periférica del usuario, y además de ser pesado, la forma de producción masiva (con cubierta plana y sin agujeros de ventilación) proporcionaba poca ventilación y podían calentarse rápidamente en climas cálidos. Los caballeros solían llevar el gran yelmo sobre una toca (capucha) a veces combinada con un gorro de hierro ceñido conocido como cervelliere. El desarrollo posterior del cervelliere, el bacinete, también fue usado bajo el gran yelmo; los hombres de armas solían quitarse el gran yelmo después del primer choque de lanzas, para tener una mayor visión y libertad de movimientos en el combate cuerpo a cuerpo. El bascinet tenía una cortina adjunta, el almófar, que sustituyó a la toca. Las defensas de la garganta y el cuello como éstas quedaron obsoletos cuando se introdujeron los gorjales de placas, alrededor de 1400. 
El bacinete pronto evolucionó desde su forma de cubo para reemplazar al gran yelmo de combate. El gran yelmo cayó en desuso durante el siglo XV. Sin embargo, se utilizaba comúnmente en los torneos una versión del gran yelmo, pero evolucionó la inclinación del yelmo con forma de rana en la boca.

## Decoración

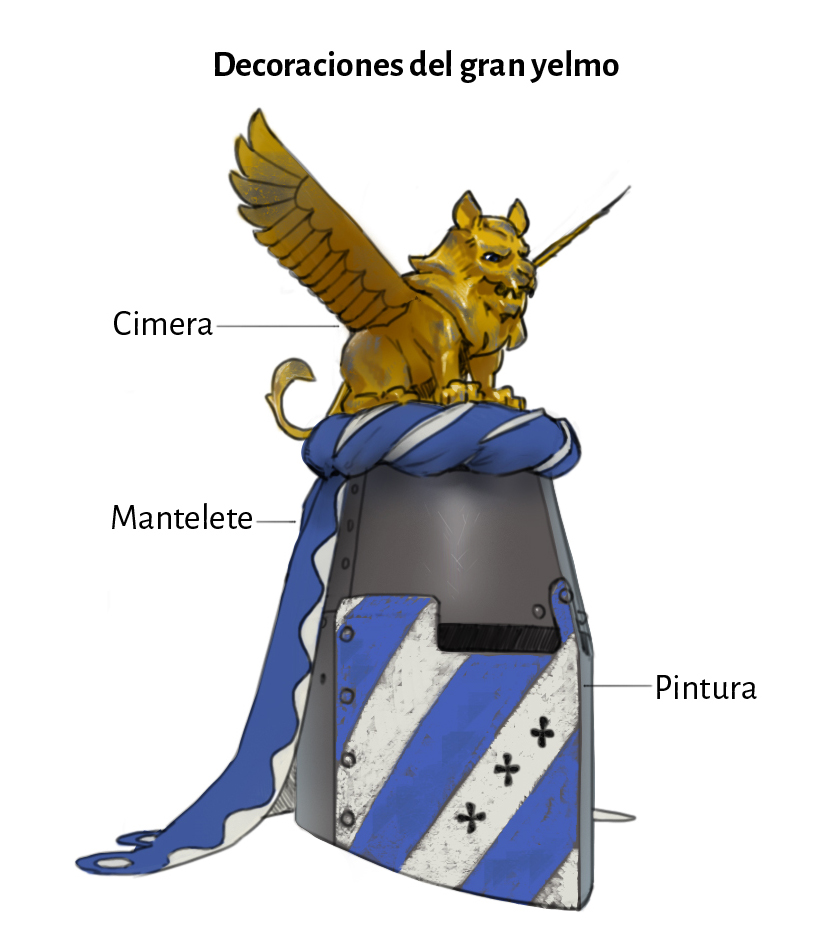
Decoraciones del yelmo barril

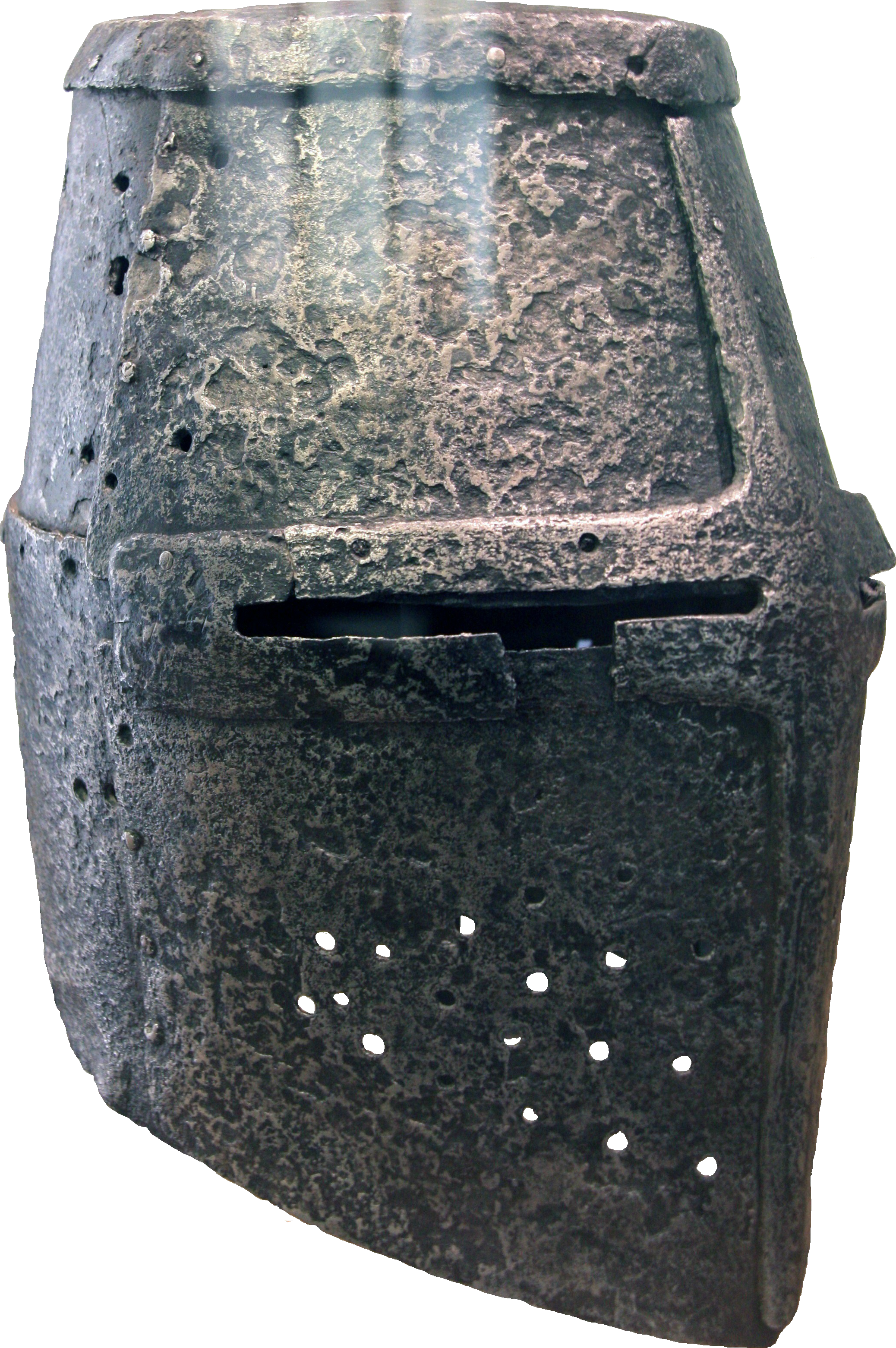
Un gran yelmo alemán del con la parte superior plana.

El gran yelmo era a menudo ennegrecido, lacado o pintado, y con frecuencia llevaba adornos tales como: 
- Decoraciones de ventilación (cruces y símbolos).
- Decoraciones del visor ("cruces" horizontales y verticales).
- Decoraciones adjuntas, tales como cimeras, coronas, penachos o alas de metal (que se encontraban en los yelmos pertenecientes a los caballeros teutónicos).
- Mantelete o lambrequines.

## Recreaciones contemporáneas
Actualmente el gran yelmo es especialmente popular entre los jugadores de rol de acción en vivo y en recreaciones medievales tales como la "Society for Creative Anachronism". Es barato, fácil de fabricar con herramientas rudimentarias (tijeras de metal, taladros, yunque rudimentario, remaches y un martillo), y ofrece una buena protección para la cabeza contra las armas, tanto de filo agudo u hoja roma. Sus mayores inconvenientes son la escasa ventilación y circulación de aire, especialmente si se usan con el acolchado de espuma de células cerradas, por lo que se calienta con facilidad en clima cálido.[cita requerida]
Las versiones modernas de reconstrucción histórica de los grandes yelmos pesan entre 1,5 y 3 kg. Por razones de seguridad, están hechos de un acero más grueso que los originales medievales, pero no son demasiado pesados, difíciles de manejar o incómodos. Aunque las rendijas de la visera miden por lo general de 20 a 30 mm de ancho, no restringen en gran medida el campo de visión, ya que están muy cerca de los ojos del usuario.